# ウイリアムソン師円
ウイリアムソン 師円（ウイリアムソン シェーン、英：Shane Williamson、1995年4月28日 - ）は、北海道浦河町出身のスピードスケート選手。山形県の山形中央高等学校へ進学し、ソチオリンピックの日本代表に選ばれた。現在は日本電産サンキョーに所属、長野県に在住。2016年の高校総体のパシュートで2位となったウィリアムソンレミは妹。
姓について、選手登録していた名前は「ウィリアムソン」と、小さいイを用いた表記だが、戸籍上は「ウイリアムソン」である。また、2017年10月、選手登録の名前も、戸籍に合わせて「ウイリアムソン」へ変更している。

## 来歴
オーストラリア出身の父と日本人の母の間に生まれる。名の由来は父が好きなアメリカの西部劇映画の「シェーン」である。父は競走馬の調教師であり、ウィリアムソンも幼少時より乗馬に親しむも牧草アレルギーのためにその道を断念した。
6歳ごろからスケートを始め、浦河町立浦河第二中学校の3年の時、全国中学500メートルで3位に入る。中学校では、他に陸上と軟式野球にも励み、軟式野球では1番・捕手として北海道で準優勝している。
麻生球場では打率10割の伝説を持っている。
本格的にスケートを志し、北海道を出て山形県の山形中央高等学校へ進学する。当初は500メートル短距離の選手であったが、後に5000メートル長距離に転向している。
高校在学中に全日本距離別選手権で3000、5000メートルで優勝し、5000メートルでは日本のジュニア記録および高校記録となる6分24秒81の記録を持つ。
2013年12月28日、長野県のエムウェーブで行われた代表選考会でも優勝してソチオリンピック代表選手に選ばれた。高校在籍中にオリンピック代表選手に選ばれたのは、スピードスケート日本男子ではアルベールビルオリンピック出場時の白幡圭史、糸川敏彦以来22年ぶりとなる。また、浦河町出身者では、初のオリンピック選手でもある。父の母国オーストラリア代表からも誘いがあったが、生まれ育った日本代表を選ぶ。
2014年2月8日、ソチオリンピックの男子5000メートルに日本勢として唯一出場するも最下位に終わった。同年春の高校卒業後は日本電産サンキョーに入社した。
2014年12月の全日本スピードスケート選手権大会で、総合153.163点の日本新記録で初優勝を達成した。
2016年2月の世界距離別選手権では、マススタートで8位となった。
2016年10月に行われた第23回全日本距離別選手権大会で、ウィリアムソンは5000メートルに出場し、6分26秒75の大会新記録で2年ぶりの優勝を果たした。
2017年12月2日、カナダのカルガリーで行われたワールドカップ（Ｗ杯）第３戦にて団体追い抜きにて、中村奨太、一戸誠太郎とともに望み、3分38秒65の日本新記録で2位に入った。
2017年12月30日、平昌五輪代表選考会にて、男子1500メートル、マススタート、チームパシュートの日本代表に選ばれた。
2018年2月の平昌オリンピックでは、男子1500mにて決勝進出し、10位。男子チームパシュートにて1回戦5位。男子マススタートにて決勝進出し、11位の結果を残した。
2018年12月、ポーランドのトマショフマゾウィエツキで開かれたスピードスケートW杯にて、土屋良輔、一戸誠太郎、そしてウイリアムソンの3人が組み、団体追い抜きに参加し、優勝した。
2019年2月、ドイツで行われた世界距離別選手権では、土屋良輔、一戸誠太郎、そしてウイリアムソンの3人が組み、団体追い抜きに参加。4位の結果を残した。
2020年2月、ソルトレイクシティで行われた世界距離別選手権にて、ウイリアムソンは一戸誠太郎、土屋陸の3人で団体追い抜きに出場。それまでの日本記録を0.67秒更新する3分36秒41となる日本新記録を出し、この大会初の表彰台となる銀メダルを獲得した。